# Nismo 270R
Der Nismo 270R (R kurz für Racing) ist ein auf 30 Stück limitiertes und modifiziertes Sondermodell des Nissan 200SX S14 von Nissan Motorsports International (Nismo, Nissan Motorsport).

## Modellbeschreibung
Der SR20DET-Motor des S14 wurde mit Nismo-Nockenwellen, einem größeren Ladeluftkühler und einem neuen Fächerkrümmer ausgestattet. Zuletzt wurde noch die Motorelektronik verändert. So steigerte man die Leistung auf 199 kW (270 PS) bei 6000/min und das maximale Drehmoment auf 344 Nm bei 4800/min. Die Wagen sind schwarz lackiert und haben an beiden Seiten jeweils einen weißen „Nismo 270R“-Schriftzug. Die Karosserie wurde mit einem Nismo-Edge-Aero-Kit versehen. Eine neue Motorhaube mit einem großen Lufteinlass in der Mitte musste montiert werden, um den hochgezüchteten Motor zu kühlen. Wegen der höheren Leistung musste eine stärkere Antriebswelle und Kupplung eingebaut werden. Des Weiteren wurde das Viskose-Sperrdifferential durch ein mechanisches Sperrdifferential von Nismo ersetzt, um das Fahrverhalten zu verbessern. Das Fahrwerk (Federn, Stoßdämpfer, Aufhängung, Gewindebuchse) wurde ausgetauscht, auch die Bremsscheiben wurden durch gelochte ersetzt. Somit entspricht die Leistung dem Fahrwerk, den Bremsen und kann dank der neuen Antriebswelle und dem verbesserten Sperrdifferential gut auf die Straße übertragen werden.

## Technische Daten
- Motorlage: Frontmotor
- Antrieb: Hinterradantrieb
- Motor: Reihenvierzylinder Turbomotor (SR20DET)
- Hubraum: 1998 cm³
- Leistung: 199 kW/270 PS bei 6000/min
- Drehmoment: 344 Nm bei 4800/min
- Getriebe: 5-Gang Handschaltung
- Gewicht: 1240 kg
- Leistungsgewicht: 4,60 kg/PS
- Höchstgeschwindigkeit: 274 km/h